# Vinarstvo
Vinarstvo ali vinifikacija pomeni proizvodnjo vina in obsega vse postopke od izbire grozdja do ustekleničenja gotovega vina.
Po trgatvi grozdje zmeljejo in ga pustijo, da fermentira (vre). Rdeče vino se pripravi iz mošta rdečega ali črnega grozdja, ki fermentira skupaj s tropinami (grozdne lupine), belo vino pa se navadno pripravlja s fermentacijo iz belega grozdja iztisnjenega soka, lahko pa tudi iz mošta rdečega grozdja z minimalno vsebnostjo tropin. Vina rozé pridobivajo iz rdečega grozdja, katerega sok je zadosti dolgo v stiku s temnimi tropinami, da dobi rožnato barvo, taninov pa je v tropinah le malo.
Pri tej primarni fermentaciji, ki traja en do dva tedna, kvasovke večino sladkorja iz grozdnega soka pretvorijo v etanol (alkohol). Potem tekočino prenesejo v posode za sekundarno fermentacijo. Tu se vino s pretvorbo preostalega sladkorja počasi zbistri. Nekaj vina nato pred ustekleničenjem pustijo, da se v hrastovih sodih postara, pri čemer dobi dodatno aromo, drugo vino pa takoj ustekleničijo. Od trgatve do pitja lahko mine od nekaj mesecev (npr. Beaujolais nouveau) do prek dvajset let pri vrhunskih vinih. Vendar pa ima po petih letih boljši okus le okrog 10 % vsega rdečega in 5 % vsega belega vina.
Opisani postopki so včasih tudi nekoliko prilagojeni. Pri peninah, kot je šampanjec, poteka  vrenje tudi v steklenici, pri čemer nastaja ogljikov dioksid in s tem značilni mehurčki. Sladka vina nastanejo, kadar po koncu fermentacije ostane še nekaj rezidualnega sladkorja. To je mogoče doseči s pozno trgatvijo (vino pozne trgatve), zamrznjenjem grozdja za zgostitev sladkorja (ledeno vino) ali primešanjem snovi, ki pomori preostale kvasovke, še predno je vrenje končano. Tako npr. pri proizvodnji portskega vina dodajo visokoalkoholni brendi. Vinar pa lahko tudi shrani nekaj sladkega grozdnega soka in ga doda vinu, ko se konča fermentacija. To tehniko imenujemo sladka rezerva (Süßreserve).